# Heterodontosaure
L'heterodontosaure (Heterodontosaurus, 'llangardaix de diferents dents') és un gènere de dinosaure dels ornitisquis herbívor amb un parell de dents canines sobresortints que visqué al Juràssic primer a Àfrica del Sud. S'assembla a Hypsilophodon.
Era un herbívor o omnívor petit i bípede amb una longitud estimada d'1 a 1,75 metres. Tenia dents de tota mena, incloent-hi dents canines.
L'heterodontosaure va ser descrit científicament per primera vegada l'any 1962 per Alfred W. Crompton i Alan Charig amb l'única espècie fins ara de l'Heterodontaurus tucki.